# マックス・シュトループ
マックス・シュトループ（Max Strub, 1900年9月28日 - 1966年3月23日）は、ドイツのヴァイオリニスト。
マインツの生まれ。
ケルン音楽院でブラム・エルデリングに師事。
1921年にシュトゥットガルト歌劇場のコンサートマスターを務め、翌年にはドレスデン・シュターツカペレのコンサートマスターに転出し、1925年にはワイマール音楽院の教授に就任した。
1928年にはベルリン国立歌劇場のコンサートマスターに就任してシュトループ弦楽四重奏団を結成し、さらにエリー・ナイやルートヴィヒ・ヘルシャー等とトリオを組み、ヨーロッパ中を演奏旅行した。
1947年からはデトモルト北西ドイツ音楽院で室内楽の指導をするようになり、1957年には教授に就任した。
バート・エーンハウゼンにて死去。